# Otmar Jenner
Otmar Jenner (* 1958 in Hamburg) ist ein deutscher Journalist, Schriftsteller und Musiker, spiritueller Heiler, IT-Projekt-Manager und Coach.

## Leben
Otmar Jenner spielte seit Ende der 1970er in verschiedenen deutschen Bands; ab 1983 war er als Saxophonist Mitglied der Gruppe Ledernacken. Später arbeitete er als Journalist, wobei er hauptsächlich Reportagen aus Krisen- und Kriegsgebieten lieferte, so ab 1989 aus Afghanistan, 1991 aus dem Irak sowie in den 1990er Jahren aus dem Jugoslawienkrieg. Die Reportagen erschienen in deutschen Zeitschriften wie Tempo, ZEITmagazin und Spiegel. 
Nach einem „Nahtoderlebnis“ besann er sich nach eigenen Angaben auf bereits seit seiner Jugend vorhandene spirituelle Kräfte und begann unter Anleitung diverser Heiler eine Ausbildung zum „geistigen Heiler“. Jenner gründete in Berlin ein „Zentrum für Energetisches Heilen“, an dem er seine Methode der „Spirituellen Medizin“ bis 2019 praktizierte. 
Seit 2021 arbeitet er als IT-Projekt-Manager und ist Co-Autor des Augmented Leadership Manifesto, einem Community-Projekt auf GitHub.
Otmar Jenners Tätigkeit als Kriegsreporter fand ihren Niederschlag in einem Band mit Reportagen und einem Roman. Jenner ist außerdem Verfasser von Büchern zur „Spirituellen Medizin“ und veröffentlicht unter dem Pseudonym „Seamon Bow“ Popsongs. 

## Werke
- Berichte vom Ende der Welt, Berlin 1995
- Sarajevo-Safari, Köln 1998[9]
- Spirituelle Medizin – Heilen mit der Kraft des Geistes, Reinbek bei Hamburg 2005
- Das Buch des Übergangs, Berlin 2007
- Das Buch der Ankunft – Der Weg der Seele bis zur Geburt, Berlin 2011
- Karma Healing, Darmstadt 2012
- Medycyna Duchowa – Uzdrawianie XXI wieku, Bialystok 2012
- Sterbegesänge – Ein Reiseführer in die nächste Welt, Darmstadt 2013
- Resonanzmedizin – Manifest der nachhaltigen Heilkunst, Berlin 2013
- Heilgesänge (CD mit der Pianistin Irina Kornilenko), Darmstadt 2013
- Spirituele Geneeskunde –  Werken met de helende kracht van de geest, Haarlem 2013
- Resonanzmedizin kompakt, Darmstadt, 2014
- Medicina de resonancia, Barcelona, 2016
- Sarajevo-Safari, Köln 2016
- Heilung für die Königin und den Krieger ... und nicht nur für die, Darmstadt, 2017
- Neue Gesänge der Heilung (CD), Darmstadt, 2017
- Der Älteste, Berlin 2018
- dZa! Spirituelle Selbstverteidigung – Effektiver Schutz vor Energieräubern, schädlichen Fremdenergien & informeller Manipulation, Berlin 2019
- 33 – demnächst in der Gegenwart, Berlin 2020
- Rosho.World – die Methode ist die Lösung; Wege & Werkzeuge zur Transformation, Berlin 2023